# Walraven van Hall
Walraven (Wally) van Hall (Ámsterdam, 10 de febrero de 1906-Haarlem, 12 de febrero de 1945) fue un banquero holandés que financió las tareas de la Resistencia holandesa durante la Segunda Guerra Mundial y que fue ejecutado por los nazis.

## Biografía
Nació en Ámsterdam como tercer hijo del banquero Adriaan Floris van Hall y Petronella Johanna Boissevain. Hermano menor del fallecido alcalde de Ámsterdam Gijs van Hall. Asistió a la escuela privada y se graduó en 1922 en el Instituto Marítimo Willem Barents en West-Terschelling.
Estudió en 1925 y fue contratado por el Lloyd Banks. En 1929 trabajó en Nueva York y en 1931 regresó a los Países Bajos.
Durante la Segunda Guerra Mundial fue un entusiasta colaborador en la creación de comités locales de ayuda. En la oposición, trabajó en estrecha colaboración con sus colegas Iman Jacob van den Bosch y su hermano Gijs Van Hall en el Fondo de Ayuda Nacional (NSF). Este instituto tenía 2.000 empleados, trabajó en estrecha colaboración con el gobierno en Londres y se ganó el apodo de "Banco de la resistencia".
Planeó el atraco al De Nederlandsche Bank con letras del Tesoro y papeles falsos, con el conocimiento del gobierno de Londres. La gestión del banco se situó en ese momento dirigido por el Movimiento Socialista Nacional.
Para 1943 el banco ilegal de la resistencia Nationaal Steunfonds (NSF)- repartió gracias a una red de repartidores en bicicletas, 83 millones de gulden (450 millones de euros actualmente) entre familias desposeídas, gente que ocultaba judíos, artistas que se negaron a afiliarse al Nazi Kulturkamer y familias de prisioneros de guerra. Además la organización también se ocupaba de proporcionar documentos falsos y tarjetas de racionamiento.
En 1944, Van Hall pagó sueldos a los 30.000 obreros ferroviarios en huelga para detener el avance nazi y facilitar el de los aliados desde el sur.
En enero de 1945 fue detenido por los nazis, capturado y puesto en prisión en Haarlem, fue ejecutado el 12 de febrero de 1945. Dejó una esposa y tres hijos.

## Distinciones
Van Hall fue galardonado a título póstumo con la Cruz de la Resistencia por el Real Decreto del 7 de mayo de 1946 y por los Estados Unidos con la Medalla de la Libertad y la Palma de Oro de La Haya el 8 de abril de 1953.[cita requerida]
En el 2010 se le dedicó una exposición en el Verzetsmuseum de Holanda.

## Película
En 2018 su historia fue llevada al cine en la película neerlandesa titulada Bankier van het Verzet (en español El banquero de la resistencia), dirigida por Joram Lürsen y distribuida fuera de los Países Bajos por Netflix. Fue la película más vista del año en Holanda y nominada a 12 premios en el Becerro de Oro, el máximo de nominaciones en su historia, ganando en cinco categorías, incluidas Mejor Película y Mejor Actor. Fue escogida para representar a Holanda en la categoría de Mejor película de habla no inglesa en los Premios Óscar 2019.